# ویرجین سان ایرلاینز
ویرجین سان ایرلاینز (انگلیسی: Virgin Sun Airlines) شرکت هواپیمایی بریتانیایی است، که در سال ۱۹۹۹ تأسیس شد.